# Bacchisa cavernifera
Bacchisa cavernifera är en skalbaggsart som först beskrevs av Aurivillius 1922.  Bacchisa cavernifera ingår i släktet Bacchisa och familjen långhorningar.
Artens utbredningsområde är Filippinerna. Inga underarter finns listade.